# Simonshardt

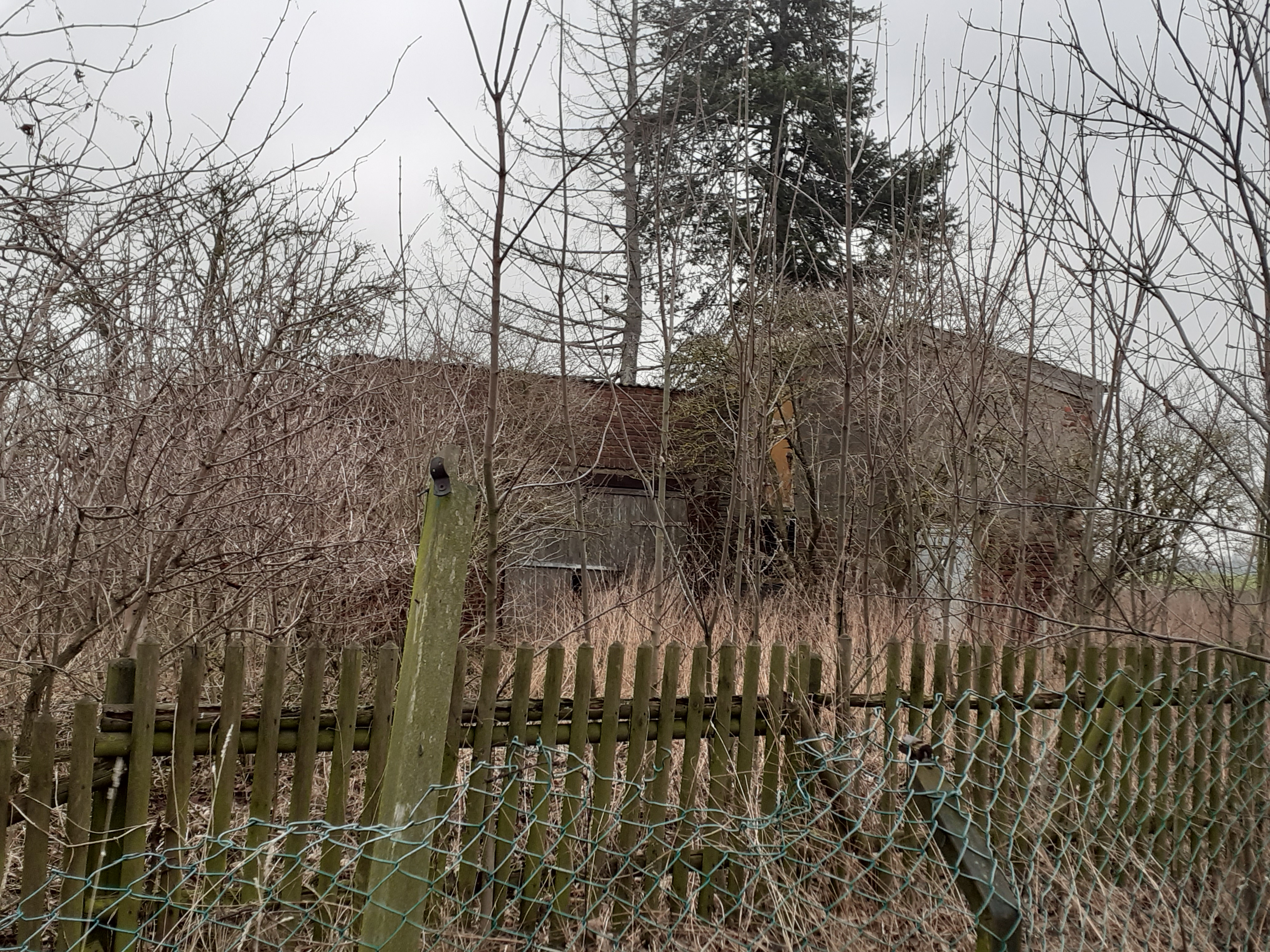
Das aufgegebene Gehöft Simonshardt, bei dem Bewuchs den Blick auf Gebäude und Innenhof verstellt (Blick von Westen, 2022)

Simonshardt (auch mit Artikel: Die Simonshardt) ist ein ehemaliger Wohnplatz und ein aufgegebenes Gehöft nahe der nordrhein-westfälischen Ortschaft Kelz. Die Örtlichkeit befindet sich in der Gemeinde Vettweiß im Kreis Düren in der flachen Zülpicher Börde am Nordrand der Eifel. Sie liegt an bedeutsamen historischen Handels- und Pilgerwegen, hat dadurch eine lange, wechselvolle Geschichte und ist heute (Stand: Januar 2022) ein „Lost Place“.

## Lage
| Düren, Nörvenich-Binsfeld              | Merzenich, Nörvenich-Frauwüllesheim         | Nörvenich, N.-Isweiler     |
| Aachen, Eschweiler, V.-Jakobwüllesheim | Kompassrose, die auf Nachbargemeinden zeigt | Vettweiß-Kelz, V.-Gladbach |
| Kreuzau, Nideggen                      | Vettweiß                                    | V.-Sievernich, Zülpich     |

Simonshardt liegt an der Jakobusstraße zwischen den Vettweißer Ortsteilen Kelz im Osten und Jakobwüllesheim im Westen. Mit jeweils rund 1,6 Kilometern Fahrstrecke ist die Örtlichkeit etwa gleich weit von den Zentren beider Dörfer entfernt. In westlicher Richtung wird nach rund 330 Metern der Hühnerbach, eher ein Graben denn ein Bach, überquert. Nach etwa 850 Metern wird an dem außerhalb des Ortes liegenden Haltepunkt Vettweiß-Jakobwüllesheim die Bördebahn gequert, die in diesem Bereich seit den 1950er-Jahren nur noch eingleisig ist und Düren im Nordwesten sowie Zülpich im Südosten verbindet. Kurz hinter dem Ortseingang setzt sich die Jakobusstraße – nun als Landesstraße 327 – in südwestliche Richtung nach Stockheim und Kreuzau fort.
In entgegengesetzter Richtung stößt die Jakobusstraße östlich von Simonshardt nach etwa 1,1 Kilometern im rechten Winkel auf die L 264, die den Nörvenicher Ortsteil Frauwüllesheim mit dem Vettweißer Ortsteil Kelz verbindet. In letzterem existiert die Straße „Hardter Weg“: Sie führt, als Verlängerung der „Klosterstraße“, in westnordwestliche Richtung bis zum Ortsrand, wird heute jedoch nicht mehr geradlinig nach Simonshardt fortgeführt, sondern geht in einen anders ausgerichteten Feldweg über. Südwestlich von Simonshardt liegt die Flur „Peschfeld“, nordöstlich davon die Flur „Auf der Hardt“, darin in etwa 1,1 bis 1,5 Kilometer Entfernung drei verstreute Aussiedlerhöfe.
Die Entfernung von Simonshardt nach Aachen wurde 1876 mit 43,0 Kilometer angegeben, zur Kreisstadt Düren mit 10,3 Kilometer und zum damaligen Gerichtsort Nideggen mit 15,0 Kilometer. Die Bürgermeisterei Kelz war (über einen direkteren Weg als heute) 1,4 Kilometer entfernt, der Bahnhof Vettweiß 4,1 Kilometer.
Die Region weist für den Ackerbau günstige Boden- und Wasserverhältnisse auf, insbesondere einen lösslehmreichen Boden, ausreichend Niederschläge durch die Lage am Nordrand der Eifel sowie langsam fließende Gewässer, namentlich den Neffelbach im Osten und den Ellebach im Westen. Aus tektonischer Sicht verläuft eine niedrige Bruchstufe inmitten des Ellebachgrabens über Simonshardt (Hardthäuschen) westlich vorbei an Merzenich parallel zur Rur-Hauptterrasse. Direkt in Simonshardt steht dadurch ein kleiner Sandhang an, weshalb das Gelände vergleichsweise lange als Wald beziehungsweise als unkultiviertes, mit Dornen bewachsenes Flurstück verblieb.

## Beschreibung

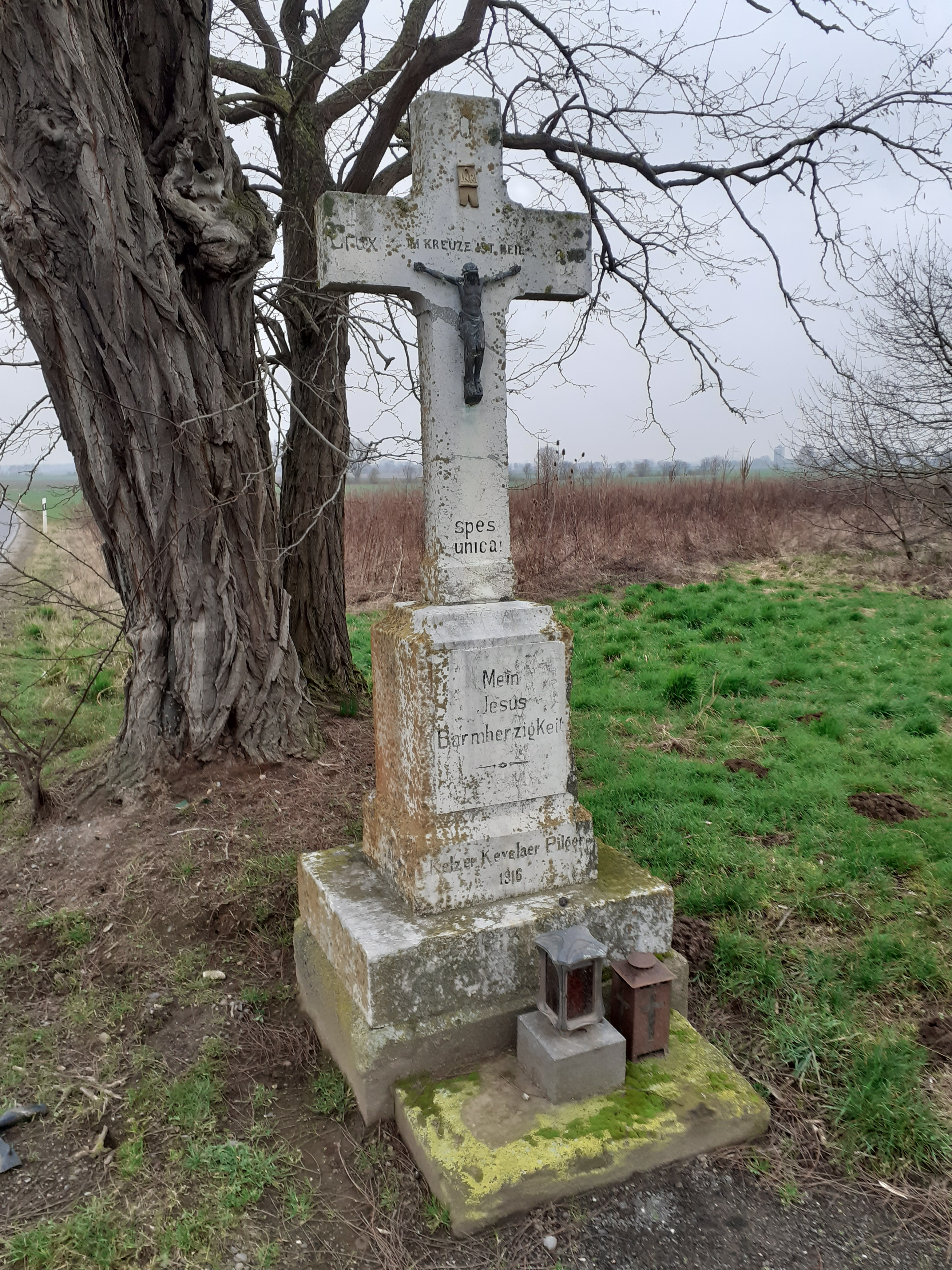
Wegekreuz in Simonshardt (Blick von Osten, 2022)

Das als Simonshardt bezeichnete Areal besteht aus einem umfriedeten Grundstück mit dem ehemaligen Gehöft, ferner einer Grünfläche mit altem Baumbestand, Büschen, einem steinernen Wegekreuz, Sitzgelegenheiten zum Rasten sowie umgebenden, bewirtschafteten Ackerflächen. Der umfriedete Bereich ist etwa trapezförmig; die kürzeste Seite mit ungefähr 35 Metern liegt auf der Südostseite zur Straße hin, die längsten mit jeweils etwa 45 Metern liegen nach Nordosten und Nordwesten zu den Ackerflächen. Auf der etwa 40 Meter langen südwestlichen Seite befindet sich eine breitere, verfestigte, jedoch nicht asphaltierte Zufahrt; sie geht im weiteren Verlauf in einen unbefestigten Feldweg über, der nach insgesamt etwa 160 Metern leicht in nördliche Richtung abknickt. Bis zu diesem Knick zeigen Zufahrt und Feldweg noch den Verlauf eines Jahrhunderte alten Handels- und Pilgerwegs. Zufahrt und Feldweg trennen das umfriedete frühere Gehöft von der südwestlich gelegenen Grünfläche mit altem Baumbestand, Wegekreuz und Sitzgelegenheiten.
Im umfriedeten Bereich stehen (Stand: Januar 2022) relativ zentral drei sehr einfache, funktionale Gebäude, die schlicht gehalten und nahezu ohne Fensteröffnungen sind. Zwei davon sind eineinhalb- bis zweigeschossig, stehen L-förmig zueinander, offenbar ehemals Wohnhaus und Scheune, und bilden zum heutigen Feldweg hin eine Hoffläche. Beide Gebäude sind im Winkel des „L“ mit einem eingeschossigen Flachbau miteinander verbunden, wohl der früheren Stallung. Alle Gebäude bestehen aus gebrannten Ziegelsteinen; nur wenige Teilflächen zeigen alten Verputz. Beide höheren Gebäude haben einfache Pultdächer ohne nennenswerten Überstand, die jeweils von der Hoffläche weg entwässern.
Die Umfriedung besteht aus einem halbhohen, teils baufälligen Holzlattenzaun mit vorgesetztem Maschendraht sowie Strauchwerk, im Bereich der Einfahrt aus einem halbhohen Metallgittertor. Auf dem gesamten Grundstück einschließlich ehemaliger unbefestigter Hoffläche breiten sich Büsche und junge Bäume aus; das Areal ist verwildert, wird erkennbar seit mehreren Jahren nicht mehr unterhalten und zeigt sich damit als „Lost Place“.
Auf der Grünfläche nahe der Straße steht ein etwa 2,5 Meter hohes, weiß gestrichenes, teils verwittertes Steinkreuz. Seiner Inschrift nach geht es auf Bürger aus Kelz zurück, die im Kriegsjahr 1916, mithin im Ersten Weltkrieg, nach Kevelaer gepilgert sind. Anhaltspunkte für eine Kapelle, die in älteren Quellen für diesen Ort genannt wird, gibt es nicht mehr.
Zum vormaligen Wohnplatz gehören umgebende, hochwertige Ackerflächen. Durch Arrondierungen und weitere Maßnahmen zur Flurbereinigung entstanden in jüngerer Zeit große zusammenhängende Felder, die sich gut maschinell bearbeiten lassen. Durch sie gingen aber auch natürliche Hecken und Feldraine sowie historische, traditionell gewachsene Verkehrsstrukturen verloren. Je nach Witterung und Vegetation sind auf Ackerflächen nordwestlich und südöstlich von Simonshardt noch alte Verkehrswege erkennbar, insbesondere auf Luftaufnahmen und solchen von Satelliten mit hoher Auflösung.

## Alternative Bezeichnungen und Namensherkunft
Weitere gebräuchliche Bezeichnungen für Simonshardt beziehungsweise die Simonshardt sind Hardterhäuschen, auch Hardthäuschen oder Hardtkreuzchen, sowie Haus Simonshardt, auch in der Schreibweise mit Bindestrich als Haus-Simonshardt.
In einem engeren Sinne bezeichnet Hardterhäuschen speziell die früher an dem Wohnplatz liegende Kapelle, ebenso die kürzere Form Hardthäuschen.
Die mundartliche Bezeichnung ist dę Háat. Sie knüpft an die Bezeichnung die Hardt an, wie sie – in unterschiedlichen Schreibweisen – in früheren Zeiten üblich war: Bereits Ende des 13. Jahrhunderts wurde ein eyrhoff tzo der hart erwähnt; eine Erbrente aus 35 Morgen in der Hardt verkaufte Wynheim von Golzheim 1370 dem Johann von Geylesheim aus seinem Hof zu Poll; 1373 erwähnte Herzogin Maria von Jülich gegenüber der Stadt Aachen lande bi Keylserhart, zugleich ein früher Beleg für die Zugehörigkeit der Hardt zu Kelz. Ein Areal in Kelser velde, vur der Hart wird 1416 erwähnt, ein solches up dye hart 1502/03; aus dem 16. Jahrhundert ist die Schreibweise die Hardtt überliefert, aus dem 17. Jahrhundert die hardt.
Seit 1871 ist die bis heute übliche Bezeichnung Simonshardt vorherrschend, für 1905 findet sich die gleichberechtigte Nennung Simonshardt / Hardthäuschen.
Mit dem Namensbestandteil „Hardt-“ beziehungsweise „-hardt“ verweisen Simonshardt und Hardterhäuschen, typisch für das Rheinland, auf eine bewaldete Böschung am Rande einer Fluss- oder Bachaue beziehungsweise auf eine ehemalige Waldweidewirtschaft. Wegen des in der Vergangenheit hohen Bedarfs an Holz zum Bauen und Heizen und wegen der hochwertigen Ackerböden sind in der Umgebung nur wenige Bäume verblieben, namentlich neben dem dortigen Kreuz entlang des Feldweges.
Nicht geklärt ist, welcher „Simon“ Namensgeber war, zumal er sowohl als Vor- wie auch als Familienname gebräuchlich ist.
Nach dem Historiker und Heimatforscher Breuer könnte der Grund für das Hinzufügen des Bestimmungselements Simons- sein, Verwechslungen mit anderen, gleichfalls als Hardt bezeichneten Örtlichkeiten der Region zu vermeiden. So wird in einem Beleg aus dem Kloster Füssenich bei Zülpich bereits im Jahr 1200 ein Waldareal Hart genannt, das rund acht Kilometer südlich von Simonshardt zwischen den heutigen Ortschaften (Kreuzau-)Thum und (Vettweiß-)Froitzheim lokalisiert werden kann; in einer Urkunde des Kölner Stifts St. Pantaleon von 1196 wird ein weiteres Areal als Hart bezeichnet, das rund 25 Kilometer in nordöstlicher Richtung vermutlich bei Frechen-Königsdorf lag. In späterer Zeit bestand vor allem eine Verwechslungsgefahr mit der Hardt direkt östlich von Nörvenich, bekannt durch das Einsatzlager Haus Hardt der deutschen Wehrmacht beziehungsweise bis in die Gegenwart die Kaserne Haus Hardt der Bundeswehr.

## Geschichte

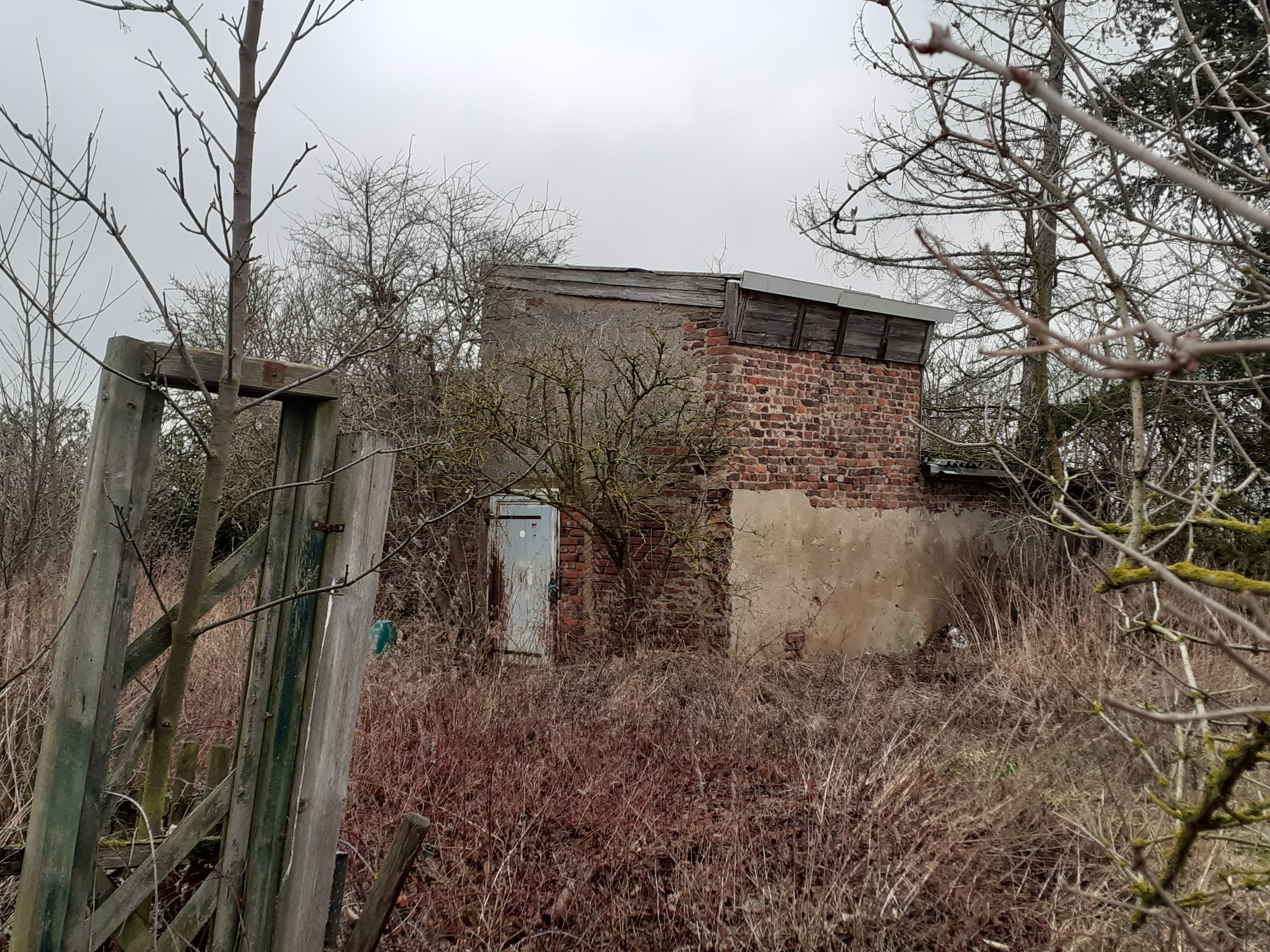
Das aufgegebene Gehöft Simonshardt: die ehemalige Scheune mit zugewucherter Hofzufahrt im Vordergrund (Blick von Südwesten, 2022)

### Die Römerzeit und bedeutende historische Straßen
Der Bereich um Simonshardt war bereits zu römischen Zeiten besiedelt. Dies belegen römische Baureste und Gefäßscherben, die auf und in umliegenden Ackerflächen gefunden wurden; plausibel ist dies zudem durch eine Militär- und Handelsstraße („(römische) Heerstraße“), die unter den Römern Neuss und Zülpich verband und deren Verlauf demjenigen der heutigen, nahe gelegenen Bundesstraße 477 ähnelte. Über weitere römische Fernstraßen bestanden Anschlüsse nach Köln, Trier und Reims. Untergeordnete römische Straßen nahe Simonshardt sind wahrscheinlich, jedoch später untergegangen. Andere Funde belegen sogar eine deutlich frühere, konstante Besiedlung der Region seit der Mittelsteinzeit (18.000 v. Chr.) über die Jungsteinzeit (5.000 v. Chr.), Bronzezeit (2.000 v. Chr.) und Eisenzeit (ab 800 v. Chr.) bis in die fränkische Zeit (800 n. Chr.) hinein.
Simonshardt liegt unmittelbar an der früheren, zu karolingischer Zeit als Krönungsstraße angelegten Aachen-Frankfurter Heerstraße (AFH), die Frankfurt am Main mit Aachen verband. Sie verlief von Osten kommend in nordwestlicher Richtung über Vettweiß-Sievernich nördlich vorbei an Dirlau, Kettenheim und Jakobwüllesheim in die heute zu Nörvenich gehörende Gemarkung Binsfeld und weiter nordwestlich nach Düren. Deutsche Könige und ihr Gefolge nutzten über Jahrhunderte die Straße, die wahrscheinlich Mitte des 8. Jahrhunderts von den Franken angelegt worden war, auf ihrem Weg zur Krönung nach Aachen (Otto I. (936) bis Ferdinand I. (1531)). Daneben passierten viele Pilger Simonshardt über die Krönungsstraße auf dem Weg zu den Wallfahrtsorten Düren, Aachen, Maastricht und weiter westlich. Zudem war sie ein Teilstück der großen niederländisch-italienischen Straße, die von Flandern über Aachen und Düren, vorbei an Simonshardt bis nach Frankfurt und weiter bis Oberitalien führte.
Eine weitere alte Heerstraße, die Bonn-Aachener Heerstraße, kam von Bonn über Swisterberg, Lechenich, vermutlich Lüxheim und sodann Kelz, ehe sie in Simonshardt in die nach Düren führende Krönungsstraße / Aachen-Frankfurter Heerstraße mündete. Ebenfalls in Simonshardt mündete eine aus Norden von Jülich über Merzenich kommende alte Straße. An diesem zentralen Knotenpunkt soll eine Raststätte für Fuhrleute gestanden haben.
Vom Spätmittelalter bis zum Beginn des 19. Jahrhunderts führte ein weiterer bedeutender Handelsweg direkt an Simonshardt vorbei, eine von zwei „Kohlstraßen“ zum Transport von Kohle: Aus der Umgebung von Eschweiler an der Inde kamen Kutscher mit von Pferden gezogenen und mit Steinkohle beladenen Karren. Von Westen kommend passierten sie Simonshardt und Kelz und fuhren nach Osten vorbei an Gladbach bis nach Köln. Ein zweiter Fahrweg kam von Süden aus Richtung Heimbach zum Transport von Holzkohle aus den Meilern in den Eifelwäldern. An der Gemarkungsgrenze Binsfeld / Kelz erinnern noch zwei stark beschädigte Unfallkreuze an die schwere Arbeit der damaligen Kutscher.

### Der Unglücksfall des Kutschersvon Bergrath1827 und dessen Memorienkreuz

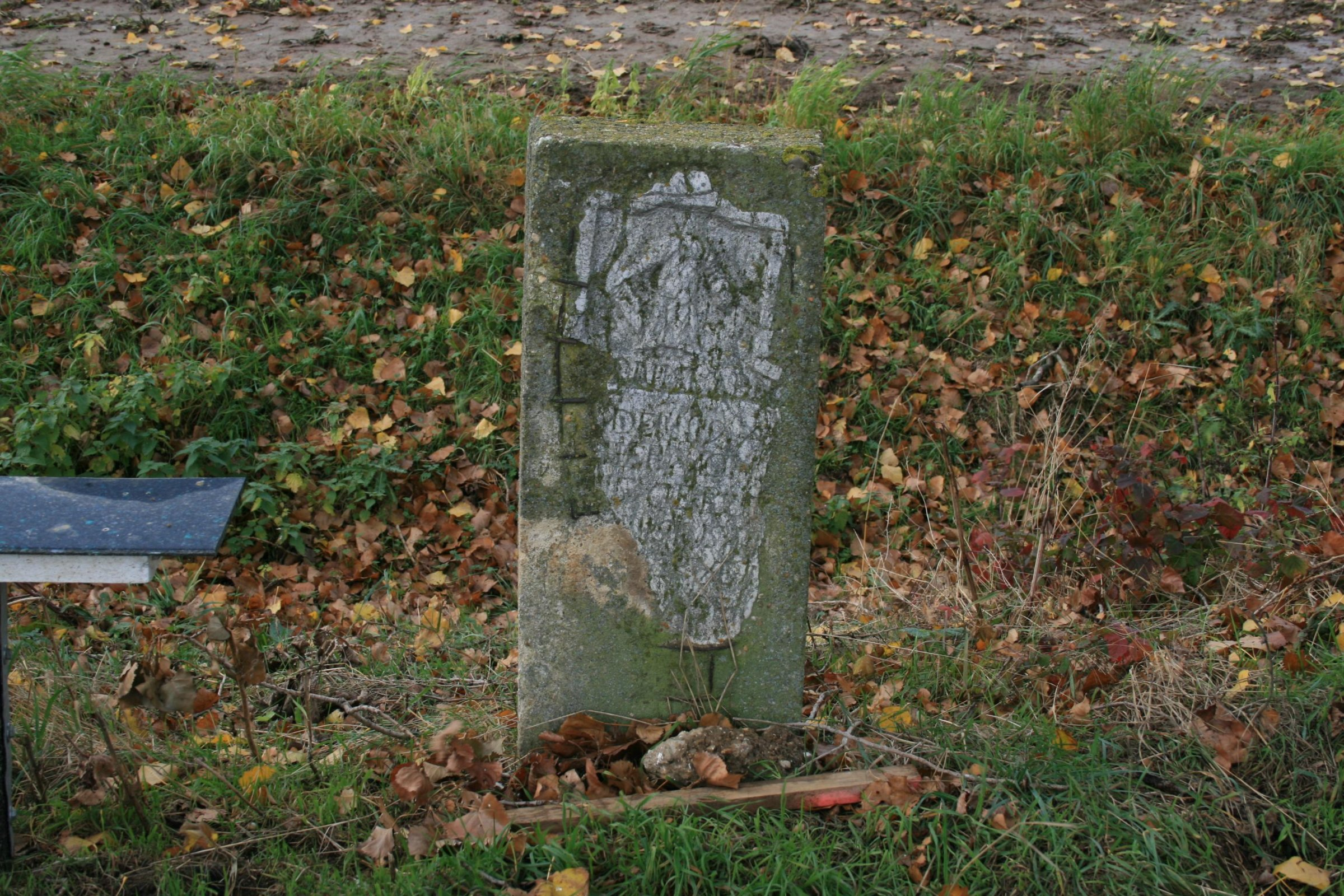
Eines der beiden Steinkreuze am Ellebach, die als Nr. 70 in der Liste der Baudenkmäler in Nörvenich eingetragen sind

Am 24. Oktober 1827 starb der Kutscher Kaspar Adolf von Bergrath im Alter von 17 Jahren bei einem Unfall mit dem Pferdekarren. Er wurde auf dem Friedhof von Jakobwüllesheim beigesetzt. Historische Schriftstücke von dort enthalten den Zusatz „† durch Unglück“ und verweisen auf ein für ihn aufgestelltes „Kreuz in der Simonshardt“.
Aus späterer Zeit finden sich für dieses Kreuz keine Belege mehr, auch ist es im frei zugänglichen Bereich von Simonshardt nicht mehr zu sehen. Jedoch existiert etwa 3,5 Kilometer in nordwestliche Richtung entfernt, westlich von Nörvenich-Rommelsheim, ein Steinkreuz mit Bezug zum Unglücksfall. Am 22. März 1985 wurde es als „Memorienkreuz am Bach“ unter Nr. 70 in die Liste der Baudenkmäler in Nörvenich eingetragen. Die Unterschutzstellung umfasst neben einem Blaustein-Kreuz mit einer Figur des Heiligen Dionysius als Hochrelief, das als Spolie in einen niedrigen Beton-Pfeiler eingegossen ist, ein Memorienkreuz von 1827. Beschrieben wird es als:
„Blaustein, einfaches Rechteckkreuz mit Inschrift …
1827 den 24. Oct. starb unter dem Karrenrad im 17. Jahre seines Alters der tugendhafte Adolf von Bergrath;
… Kreuz in ebenfalls neuen Betonsockel eingesetzt.“
Die Kreuze stehen an einem Feldweg nahe dem Ellebach sowie der Straße „Hubertushof“. Letztere dient als Zufahrt zum gleichnamigen, abgelegenen Aussiedlerhof und liegt zumindest in unmittelbarer Nähe zu den historischen Handelsstraßen in das nordwestlich angrenzende Düren, wenn sie nicht sogar ihnen entspricht. Die beiden Steinkreuze werden von Anliegern aus Rommelsheim unterhalten, möglicherweise unmittelbar von dem rund 600 Meter entfernten Hubertushof aus.
Zum seinerzeitigen Unfallhergang sind keine Einzelheiten überliefert. Viele Unglücksfälle mit beladenen Pferdegespannen hatten damals ihre Ursache in durchgehenden Pferden in Verbindung mit ungenügenden Bremsen. Andere typische Gründe waren das Verrutschen der schweren Ladung oder Materialbruch (durch Überladen, Alter und Materialermüdung), beides oft verursacht durch Schlaglöcher oder beim Queren von Bächen mit steileren Ufern.
Zu Kaspar Adolf von Bergrath sind keine weiteren biografischen Daten bekannt. Unklar ist ferner, wie sich die divergierenden, belegten Umstände zum Memorienkreuz für Kaspar Adolf von Bergrath erklären lassen – einerseits der Aufstellung 1827 in Simonshardt, andererseits dem abweichenden heutigen Standort bei Rommelsheim und der umgearbeiteten Form.

### Verwaltungstechnische Aspekte bis in die neuere Zeit
In der Franzosenzeit von 1798 bis 1814 unterstand die Örtlichkeit dem Roer-Département, Arrondissement Aachen, Kanton Froitzheim, davor dem Herzogtum Jülich.
Verwaltungstechnisch existierte ab 1845 das eigenständige Amt Kelz in der gleichnamigen Ortschaft. Für diese Zeit ist ein bewohnter Hof Simonshardt dokumentiert, der ungeachtet der etwas abgelegenen Lage zur Ortschaft Kelz zählte und dem dortigen Amt unterstand. Übergeordnet waren der Landkreis Düren und der Regierungsbezirk Aachen, zu dieser Zeit ein Teil der preußischen Rheinprovinz. Mit der Auflösung des Amtes Kelz im Jahr 1932 unterstand die Ortschaft (einschließlich Simonshardt) gemeinsam mit anderen Gemeinden dem Amt Vettweiß. Durch das Gesetz zur Neugliederung von Gemeinden des Landkreises Düren wurden unter anderem Kelz (mit Simonshardt) und das benachbarte Jakobwüllesheim 1969 nach Vettweiß eingemeindet.
Im Jahr 1876 wurde Simonshardt als Gehöft geführt, das zum Kirchdorf Kelz gehörte und von der Bürgermeisterei Kelz verwaltet wurde. In Simonshardt existierte nur ein einziges Wohngebäude, in dem nach der Volkszählung von 1871 sieben Personen lebten, ausschließlich katholische. In Kelz selbst lebten zu dieser Zeit 731 katholische und 13 jüdische Einwohner in insgesamt 149 Wohngebäuden. Simonshardt unterstand dem katholischen Pfarrverband Kelz und dem katholischen Schulverband Kelz. Es gehörte, wie Kelz selbst, zum Bezirk der Steuerkasse Froitzheim, zum Friedensgerichtsbezirk Nideggen und zum Apothekenamtsbezirk Nideggen. Während für Kelz die Postanstalt Vettweiß zuständig war, war es für Simonshardt die deutlich weiter entfernte Postanstalt Hürtgen. Der nächstgelegene Bahnhof befand sich zu dieser Zeit – seit Eröffnung der Bördebahn 1864 – in Vettweiß.
Im Jahr 1882 existierte Simonshardt weiter als Gehöft mit sieben Einwohnern. Schriftstücke wurden nun über die Postanstalt Düren zugestellt, für Rechtsstreitigkeiten waren das (seit 1879 existierende) Amtsgericht Düren zuständig sowie darüber das Landgericht Aachen und das Oberlandesgericht Köln. Erst 1895 wurde die „Postagentur Kelz“ geschaffen; zu deren „Landbestellbezirk“ gehörten seitdem „der Ort Jakobwüllesheim, der Weiler Isweiler und das Haus-Simonshardt.“
Kinder aus Simonshardt besuchten die Volksschule in Kelz. 1908 unterrichteten dort drei Lehrkräfte (zwei Männer und eine Frau) in drei Schulklassen insgesamt 206 Kinder (bei 1031 Einwohnern in der Bürgermeisterei Kelz, davon 980 im Hauptort). 1967 lebten in Simonshardt noch sieben Personen, davon vier männlich. Dagegen war die Einwohnerzahl in der Ortschaft Kelz auf 1035 angestiegen, davon 536 männlich. Für das Jahr 2012 werden noch sechs Einwohner für das Gehöft angegeben.
Abweichend davon nennt eine französische Quelle aus dem Jahr 1909, dass zu dieser Zeit in Simonshardt (Hardthäuschen) 33 Personen in sechs Wohngebäuden gelebt haben sollen, was sich jedoch nicht durch weitere unabhängige Quellen absichern lässt. Sollten die Zahlen stimmen, wurden wahrscheinlich Arbeitskräfte zeitweise ortsnah für die Feldarbeit in Simonshardt angesiedelt. Möglicherweise wurden in der Quelle aber auch nur fälschlich die Zahlen der übrigen Wohnplätze außerhalb der Ortslage Kelz zu Simonshardt dazugeschlagen.

## Bodenfunde
In den Jahren 1887 bis 1900 unternahm das Bonner Provinzialmuseum im Auftrag des Provinzialverbandes der Rheinprovinz in der Region Ausgrabungen zu römischen Legionslagern. An mehreren Stellen um Simonshardt wurden römische Baureste und Gefäßscherben im Boden gefunden: Stark durchsetzt sind beziehungsweise waren insbesondere ein etwa 50 mal 80 Meter großer Acker südöstlich des Gehöfts, westlich der Kirche Kelz in der Flur Auf der Hardt sowie ein etwa 80 mal 80 Meter großer Acker westnordwestlich des Gehöfts.

## Heutige Situation und Ausblick
Durch die veränderten Verkehrsverhältnisse des 19. und 20. Jahrhunderts, speziell den Bau der Bördebahn und neuer, später asphaltierter Straßen, wurden die Krönungsstraße sowie die weiteren historischen Straßen im Bereich um Simonshardt zu unbedeutenden Feldwegen. Dazu beseitigten mehrere Flurbereinigungen in den letzten Jahrzehnten nahezu vollständig die historischen Wege. Dies wirkte sich auf Simonshardt als Wohnplatz aus.
Heute (Stand: Januar 2022) ist das vormalige Gehöft unbewohnt. Letzte frei zugängliche Belege dafür, dass es noch bewohnt war, stammen von 2012. Der gegenwärtige Zustand lässt vermuten, dass es kurz nach 2012 aufgegeben wurde. Warum der Eigentümer die Immobilie aufgab, ist mit frei zugänglichen Quellen nicht dokumentiert, ebenso wenig die Frage nach dem Verbleib der zuletzt sechs Bewohner. In vergleichbaren Fällen führte häufig die schwierige oder unklare Ver- und Entsorgungssituation zur Aufgabe, beispielsweise das Versiegen des eigenen Brunnens oder nach Ortsrecht der Anschluss- und Benutzungszwang an die öffentliche Wasserver- und Abwasserentsorgung: Hohe Beiträge durch die abgeschiedene Lage machten die Weiternutzung mitunter unwirtschaftlich.
Für Simonshardt kommen weitere Besonderheiten hinzu: Durch den Bedeutungsverlust der historischen Wege wurde vor Ort keine Raststätte für Fuhrleute mehr benötigt. Die einfachen, vergleichsweise kleinen Bauten mit wenigen Fenstern, die zumindest in Teilen vermutlich auf 1845 zurückgehen, entsprechen nicht mehr den heutigen Wohnansprüchen eines Gehöfts und sind kaum zu modernisieren. Zudem führte die Umgestaltung der Verkehrswege zu Schwierigkeiten, weil inzwischen die Rückwand der Scheune zur maßgeblichen Straße weist, die nun in West-Ost- statt Nord-Süd-Richtung verläuft; dadurch ist die Scheune mit großen, heute in der Landwirtschaft üblichen Arbeitsmaschinen kaum mehr nutzbar. Die Zukunft des umfriedeten Bereichs ist unklar; eine Unterschutzstellung unterblieb bisher und erscheint mit Blick auf die Bausubstanz und den Erhaltungszustand fraglich.
Nicht geklärt ist der Verbleib der durch ältere Quellen belegten Kapelle und des ursprünglichen Wegekreuzes.